# 品種 (家畜)
家畜における品種（ひんしゅ、英語: breed）は、体格や特徴、行動特性などにおいて同種の他の家畜と区別でき、その特徴を子孫に受け継いでいる集団のこととされる。品種は遺伝的隔離や環境や人為選択への適応によって形成される。しかし、文献によってその厳密な定義は異なっており、畜産や農業において「品種」の概念が重要視されているにもかかわらず、科学的に認められている唯一の定義は存在しない。集合論的にも文献にみられる共通の要件を多かれ少なかれ満たす数多の定義ができることが示されている。したがって、家畜における品種は客観的なものや生物学的に明確な分類ではなく、ある種の名前を付ける際にどのような特徴をもつ品種をその名前を付けられるかをある集団が決めたことによって生まれる専門用語である。別の視点から言えば、家畜の品種とは論理的に同一のグループに分類するのに十分な形質などの要素を持ち、かつ同種の個体同士を交配した時、子孫にそれと同様の形質などの要素が受け継がれるという見方もできる。

## 品種がある家畜の種の一覧
| 種                          | 品種                                                            | 画像 |
| --------------------------- | --------------------------------------------------------------- | ---- |
| ネコ                        | 猫の品種の一覧                                                  |      |
| ウシ タウリンウシ コブウシ  | 牛の品種一覧 乳牛の品種一覧 肉牛の品種一覧                      |      |
| ニワトリ                    | ニワトリの品種一覧                                              |      |
| イヌ Service dog Police dog | 犬の品種一覧 闘犬の品種一覧 警察犬の品種一覧 絶滅した犬種の一覧 |      |
| ロバ                        | ロバの品種一覧                                                  |      |
| アヒル                      | アヒルの品種一覧                                                |      |
| ブタ                        | 豚の品種一覧                                                    |      |
| ウサギ                      | ウサギの品種一覧                                                |      |
| 七面鳥                      | 七面鳥の品種一覧                                                |      |
| ハト                        | 鳩の品種一覧                                                    |      |
| ファンシーラット ラット     | ファンシーラットの品種一覧 ラットの品種一覧                     |      |
| ヤギ                        | ヤギの品種一覧                                                  |      |
| ガチョウ                    | ガチョウの品種一覧                                              |      |
| モルモット チンチラ         | モルモットの品種一覧                                            |      |
| ミツバチ                    | ミツバチの品種一覧                                              |      |
| ウマ ポニー                 | 馬の品種の一覧                                                  |      |
| ヒツジ                      | 羊の品種一覧                                                    |      |
| スイギュウ                  | スイギュウの品種一覧                                            |      |